# Çatalkaya

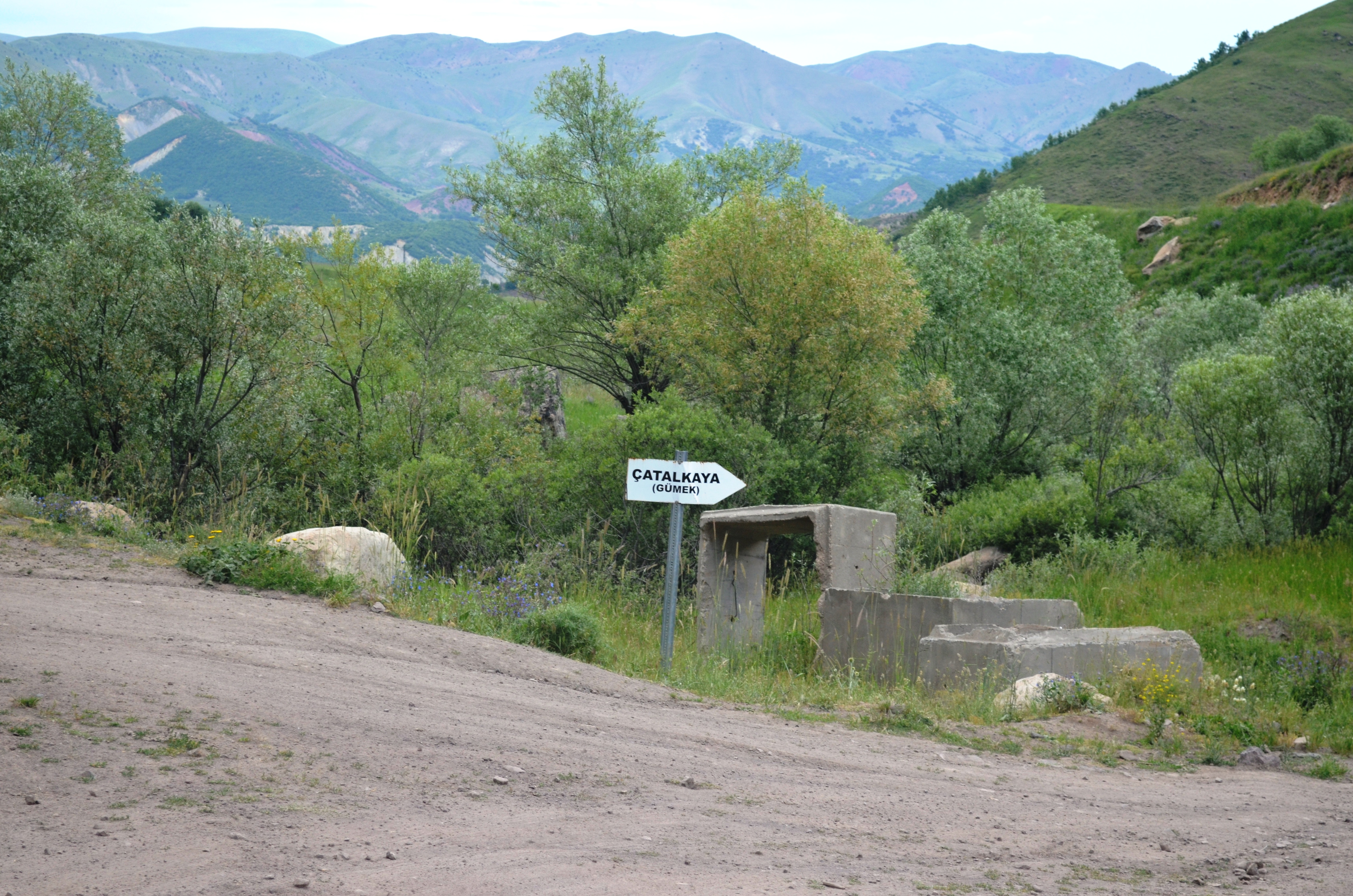
Hinweisschild auf Çatalkaya an der Weggabelung Çalıkağıl und Çatalkaya.

Çatalkaya (türkisch für Gabelfels), (kurdisch: Gimek oder auch Gümek) ist ein Dorf im Landkreis Yayladere der türkischen Provinz Bingöl. Çatalkaya liegt etwa 113 km nordwestlich der Provinzhauptstadt Bingöl, 13 km nördlich von Yayladere und 97 km nordöstlich von Tunceli. Çatalkaya hatte laut der Bevölkerungsfortschreibung von Ende Dezember 2008 nur 7 Einwohner, inzwischen steigt die Einwohnerzahl wieder.
Çatalkaya hieß früher Komik. Dieser Name ist vermutlich armenischer Herkunft. Das Dorf liegt an der Provinzgrenze zu Tunceli. An Çatalkaya grenzen die Dörfer Altınhüseyin in Pülümür im Norden, Kırköy im Osten, Boğazköy im Süden und Çalıkağıl im Westen. Zum Dorf gehören die Viertel Haksiyan, Zerkiyan, Kaldırma und Eski Gümek. Das ehemalige Viertel Aşuran ist seit den sechziger Jahren als Boğazköy ein eigenständiges Dorf.
In den 1960er Jahren ereignete sich in Bingöl ein Erdbeben, das das Dorf teilweise beschädigte. Durch das Anwerbeabkommen der Türkei mit Deutschland über Gastarbeiter gingen einige Bewohner zum Arbeiten ins Ausland. Ende der 1980er zogen die meisten Dorfbewohner nach Istanbul. Später wurden die Gebäude im Dorf und die Gärten vom türkischen Militär zerstört, um der PKK keine Möglichkeit zu geben das Dorf zu nutzen. Mitte der 2000er zogen wenige Familien zurück nach Çatalkaya und bauten neue Häuser. Durch die militärische Entspannung in der Region wollen jetzt wieder mehrere Familien ins Dorf zurückkehren. Viele ehemalige Einwohner leben heute in Deutschland, Frankreich und den Niederlanden. Durch die jahrzehntelange Abwesenheit von Mensch und Vieh haben sich Wälder aus Pappeln, Eichen und Walnussbäumen ausgebreitet. 
Es wurde von den ehemaligen Dorfbewohnern der Kultur- und Solidaritätsverein für das Dorf Çatalkaya (türk. Çatalkaya Köyü Kültür ve Dayanışma Derneği) in Istanbul gegründet und hat seinen Sitz im Stadtteil Kadıköy.